# Mehrdimensionaler Zeichentest
Der Mehrdimensionale Zeichentest  (MDZT) ist ein projektives Testverfahren, das vom Schweizer Psychiater René Bloch entwickelt worden ist.
Beim Mehrdimensionalen Zeichentest fertigt der Proband innerhalb von 30 Minuten im Minutenabstand 30 Zeichnungen dessen an, was ihm jeweils spontan einfällt, ohne dass er vor Beginn des Tests weiß, dass er 30 Zeichnungen anfertigen wird.
Der MDZT ist sowohl ein Assoziationsexperiment als auch ein projektives Verfahren. Die Auswertung der Testdaten unter formalen und inhaltlichen Aspekten zeichnet sich durch Einfachheit und Quantifizierbarkeit aus. Dies ermöglicht dem Untersucher, rasch und zuverlässig Einsicht zu gewinnen in Struktur, Dynamik und Konflikte der zu untersuchenden Persönlichkeit. Das Verfahren eignet sich besonders für die Beantwortung diagnostischer und differentialdiagnostischer Fragen, als Grundlage eines therapeutischen Gesprächs und für die Verlaufsanalyse.
Der MDZT wurde mit Erfolg an der ungarischen Miklós-Zrínyi-Universität für Nationale Verteidigung eingesetzt zur Prüfung der Stressresistenz von Militärpersonal.